# Cybister schoutedeni
Cybister schoutedeni är en skalbaggsart som beskrevs av Gschwendtner 1932. Cybister schoutedeni ingår i släktet Cybister och familjen dykare. Inga underarter finns listade i Catalogue of Life.